# Renzo Cilia
Monsignor Renzo Cilia, nome completo Lawrence Cilia (Pawla, 23 gennaio 1945), è un presbitero, musicista e direttore di coro maltese.

## Biografia
Il Maestro Renzo Cilia detiene la cattedra in composizione a Roma, presso il prestigioso Pontificio Istituto di Musica sacra, dove è stato allievo di Domenico Bartolucci, Maestro perpetuo della Cappella Musicale Pontificia Sistina, a tutti nota come Cappella Sistina, che lo volle con sé affidandogli il delicato incarico di Direttore della sezione dei Pueri Cantores del Coro in qualità di Magister Puerorum con i quali ha svolto numerosi concerti con l'accompagnamento Musicale del Maestro Cerroni. Renzo Cilia, ha iniziato i suoi studi musicali nell'isola di Malta, superando con successo gli esami finali di armonia e pianoforte della London Royal School of Music. Per alcuni anni ha svolto, su incarico dell'ordinario diocesano, l'attività di organista alla Cattedrale di Valletta.  
Venuto in Italia nel 1971, come alunno del Pontificio Istituto di Musica sacra, ha conseguito il magistero in Canto gregoriano, il magistero di Musica sacra, il magistero in Composizione e direzione di Coro, nonché l'attestato di Organista Liturgico. È stato segnalato, a più riprese, per la sua attività musicale dai suoi stessi insegnanti, il M° Vieri Tosatti, M° Armando Renzi, M° Erich Arndt, Don Raffaele Baratta, Don Eugène Cardine e il M° Domenico Bartolucci. La sua collaborazione col Maestro Bartolucci è iniziata nel 1981. Più di una volta il M° Cilia ha sostituito lo stesso Maestro Direttore nella direzione di tutta la Cappella Sistina, in occasione di solenni celebrazioni nella Basilica Vaticana, alla presenza del papa.

## L'attività attuale
Dopo i recenti cambiamenti al vertice della Cappella Musicale Pontificia, il Maestro Cilia oltre a detenere la cattedra di Composizione al P.I.M.S. (Pontificio Istituto di Musica sacra), si occupa della direzione musicale ed artistica del Coro "Harmoniae Vocis", la formazione di giovani cantori provenienti dalle file dei Pueri cantores della Cappella Sistina dove hanno maturato una grande professionalità ed esperienza, e del Coro Polifonico "Praenestinae Voces" di Palestrina.